# Srivatsa Ramaswami
Srivatsa Ramaswami (ur. 1939) – nauczyciel jogi vinyasa krama, autorytet w zakresie recytacji wedyjskiej. Uczeń "ojca współczesnej hathajogi" Śri Tirumalai Krishnamacharyi, u którego studiował przez 33 lata.
Srivatsa Ramaswami, wraz z dwoma innymi długoletnimi uczniami Krishnamacharyi - synem mistrza T.K.V. Desikacharem i A.G. Mohanem (ich nauczanie nieco różni się od nauczania Ramaswamiego), przekazuje pełne spektrum nauczania Śri Tirumalai Krishnamacharyi.

## Dzieła
Śrivatsa Ramaswami jest autorem 4 książek na temat jogi: 
- Srivatsa & Hurwitz, David Ramaswami: Yoga Beneath the Surface. New York, New York: Marlowe & Company, 2006. ISBN 1-56924-294-1. Brak numerów stron w książce
- Srivatsa Ramaswami: The Complete Book of Vinyasa Yoga. New York, New York: Marlowe & Company, 2005. ISBN 1-56924-402-2. Brak numerów stron w książce
- Srivatsa Ramaswami: Yoga for the Three Stages of Life. Rochester, Vermont: Inner Traditions, 2000. ISBN 1-56924-402-2. Brak numerów stron w książce
- Srivatsa Ramaswami: Basic Tennets of Patanjala Yoga. 1982. Brak numerów stron w książce

Srivatsa Ramaswami nagrał także ponad 40 kaset z recytacją popularnych mantr i fragmentów Wed.